# 御幣

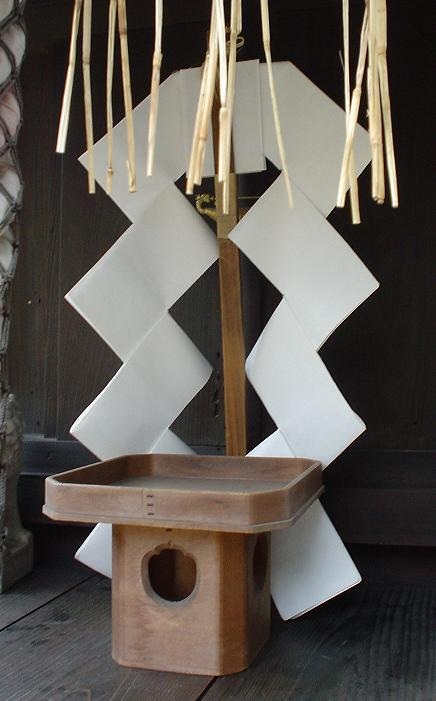
社頭に立てられた御幣

御幣（ごへい、おんべい、おんべ）とは、神道の祭祀で捧げられ用いられる幣帛（へいはく）の一種で、2本の紙垂（しで）を竹または木の幣串に挟んだものである。幣束（へいそく）、幣（ぬさ）ともいう。

## 概説
通常、紙垂は白い紙で作るが、御幣にとりつける紙垂は、白だけでなく五色の紙や金箔・銀箔が用いられることもある。
「幣」は麻（麻布）、「帛」は絹（白絹、絹布）を意味する。両者は捧げ物の代表的な事物であることから、本来「幣帛」で神々への捧げ物の「総称」を意味する。
「幣帛」は「充座」（みてぐら）、「礼代」（いやじり）ともいう。「幣帛」は、広義では神饌（食物）も含むが、狭義では神饌に対する特に布類を指す。布類では麻布が主流なので、主に「幣」の字が用いられることになる。現物の代わりに「幣帛料」として捧げられる金銭を「金幣」という。
「御幣」とは、神々への捧げ物を意味し、貴重な品を示す「幣」（へい）に、尊称の「御」（ご）を付けたものである。
捧げ物としての御幣の中心は、両側に長く折り下げられた部位（紙垂）ではなく、串に挿（はさ）まれた部分、そのものにある。
なお、「貨幣・紙幣」の「幣」も御幣の「幣」に由来する。

## 御幣の歴史

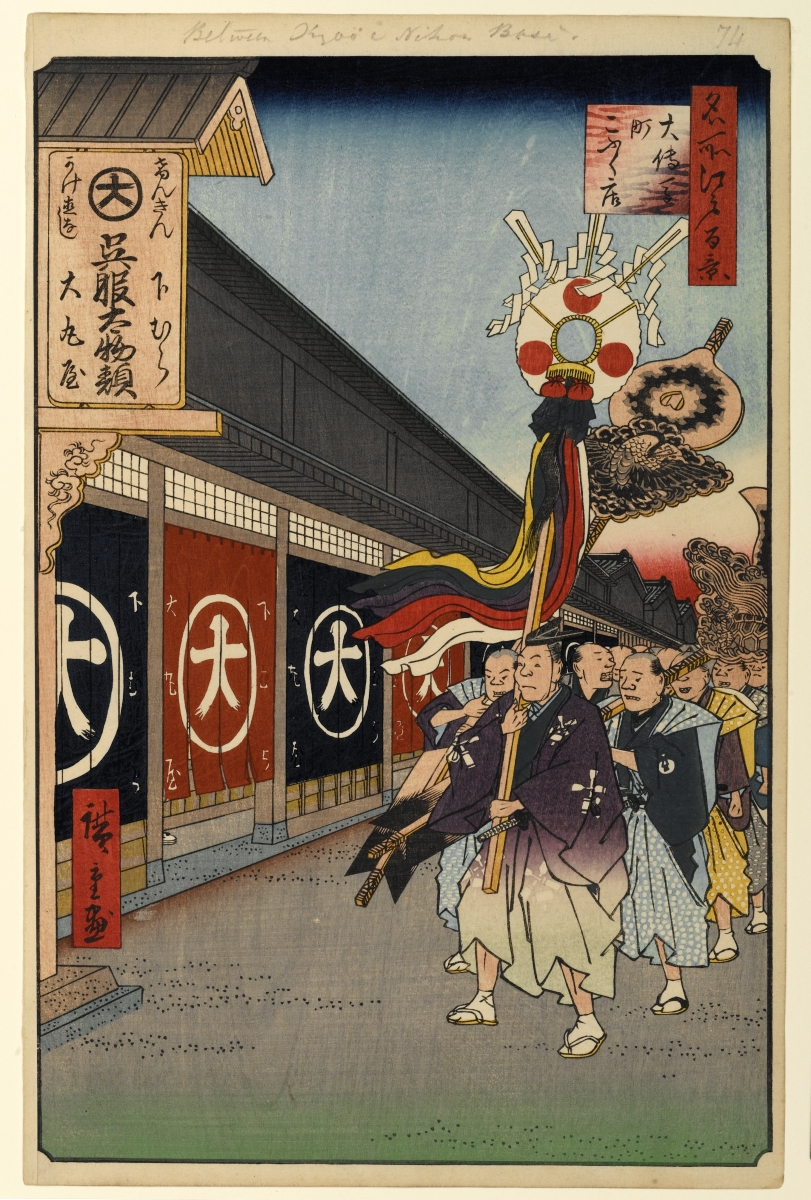
幣串を担いだ大工の棟梁を先頭に町を練り歩く「棟梁送り」の様子（歌川広重『名所江戸百景』「大伝馬町呉服店」）。幣串は上棟式の際に飾られる祝い柱で、昔は3mほどあった。柱の先端に鏡と日の丸の扇、御幣を付け、その下に櫛、手絡、かもじと五色の布を飾ったもので、髪結い道具は古代に若い女性を人柱にした習わしを象徴しているという。

日本では、古墳時代の頃すなわち日本国家の創成期、神話の時代から、神々に対し貴重な品々「幣帛」を捧げてきた。
それらは稲（米）、酒（みき、酒造技術）、塩、魚などの神饌（みけ）のほか、鉄製の武器（刀剣類）や農工具（＝製鉄・鍛造技術）・器・玉（＝宝飾加工技術）・鏡（＝鋳造・研磨技術）・衣類・布類（＝養蚕・製糸・織布技術）など、その時代の最先端技術を象徴する物でもあった。また、これらの品々は神々の霊魂が宿る依り代、神々の象徴でもあった。
その後、奈良時代後半から平安時代前期にかけて、幣帛は特に布類を指すようになる。
捧げ方も多様化し、折り畳んだ布を串＝「幣挿木」（へいはさむき）に挿んで捧げる形式が登場する。この幣挿木が現代の御幣へとつながっていく。幣挿木が神々への捧げ物だと示すため、捧げ物本体である「幣帛」（＝布類）とともに、神聖性を表現する木の皮の繊維（木綿という）や麻を串に挿んで垂らしたのである。
時代が経つにつれ、「幣帛」は「布」に代わって「紙」を用いるようにもなる。「紙」もまた、当時の貴重な品であった。この際も「木綿・麻」を垂らしていたが、その代わりに、細長く折り下げた紙を両側に垂らす形式も見られるようになる（13世紀末頃）。これを「紙垂」（しで）と呼ぶ。
室町時代から江戸時代にかけて、榊（玉串・真榊）のほか、神前に御幣を捧げる形が普及・定着化し、中世以降の御幣は、捧げ物本体である「幣紙」と神聖性を示す「紙垂」とそれらを挿む「幣串」から成る構造が、一般的となる。
その後、御幣の基本的な構造に変わりは見られないが、祭のたびに幣紙・紙垂部分が新調され、紙垂を大きく作る形式も広まっていった。木綿・麻と同様に細かった紙垂は、徐々に太く大きくなり、挿む位置も上部になる例が多く見られるようになった。やがて、幣紙と紙垂が一体化した形式も現れることになる。
その特徴的な造形から、次第に紙垂部分が強調されていき、白紙のほか、染色した紙や金属製の紙垂部分を持つ御幣も現れ、紙垂の持つ印象はさらに強くなっていった。
今でこそ、「紙垂」こそが御幣の象徴として認識されることもあるが、元来の捧げ物としての性格を受け継ぐのは、その中心である「幣帛」部分であり、そこには、各時代における最上の品が用いられていた。こうして、神話の時代から現代まで捧げられ続けているのが「御幣」なのである。
その由来から、元々は神に捧げるものであったが、後に社殿の中に立てて「神の依代」あるいは「御神体」として、あるいは祓串のように参拝者に対する「祓具」としても用いるようにもなった。
なお、長い棒や竹の先端に幣束を何本か取付けたもののことを、特に「梵天」（ぼんてん）という。
紙が普及する以前は、ヤナギ、ニワトコ、ヌルデ、クルミ、マツなどの木の肌の一部を薄く削ぎ、渦状にちぢらせて残し垂らしておく「飾り棒削り掛け」も御幣の古い形の祭具として用いられた。「削り花」（削花、ハナとも）、「穂垂」（ほたれ）、「掻垂」（かいたれ）とも。アイヌにも同様のイナウがある。